# 25-й Український запасний полк
25-й Український запасний полк — українізований полк РІА який базувався в місті Бахмут  і Луганськ.

## Історія
15 жовтня 1914 року в Полтаві було сформовано 25-й піхотний запасний батальйон який увійшов до складу Московського військового округу. 8 жовтня 1915 року сформований підрозділ перемістили до Чугуєва. Восени 1916 року сформований підрозділ вже як 25-й піхотний запасний полк перемістили в Бахмут. З осені 1916 року полк комплектовал 60-ю піхотну дивізію. У серпні 1917 року полк був приписаний до 4-ї піхотної запасний бригаді.

### Українізація
У червні 1917 року на зборах командного і рядового складу було прийнято рішення українизувати полк. Про це йшлося в газеті Нова Рада від 15 червня 1917 року в ній говорилося:
"У Бахмуті на Катерниославщнжі відбулося зібрання офіцерів і салдатів тутешнього полку. На зібранні вирішено зорганізувати в Бахмуті український полк."
Українізацію полку підтримав полковник Меркулов Микола який на той момент командував полком.
Все літо 1917 року в полку зростав вплив українських партій та организацій серед яких були УПСР, УСДРП, УПСФ а "Селянської спілки".  3 вересня, в Бахмуті відбувся Український повітовий з'їзд, який створив Українську повітову раду. Він підтримав Центральну Раду і заявив протест:
"проти виключення Катеринославщини з автономної української території. Поступитися в цій справі не можна, і ми будемо продовжувати революційно-національну боротьбу за свободу наших степів, политих кров'ю наших дідів-запорожців ..."
З'їзд висловився за те, щоб українців, що служили в 25-му полку, виділити в окремий батальйон. Цей заклик знайшов відгук серед багатьох солдатів українців. Коли ж Центральна Рада 7 листопада 1917 року в III Універсалі проголосила Українську Народну Республіку, над Бахмутськой повітової земської управою було піднято жовто-синій прапор. У цій акції участь взяли і солдати-українці. Але 25-й полк не став українським військовим формуванням, як це стверджується в деяких статтях.
13 листопада 1917 року в Бахмуті був створений Повітовий Коаліційний Військово-Революційний Комітет, який призначив військовим комісаром Донбасу прапорщика Назарова. Назаров видав наказ, в якому зобов'язував всі військові частини в повіті виконувати тільки його накази, що видаються з санкції ВРК. Проти цього постало командир полку Меркулов, проти цього також виступили солдати і офіцери українці які підтримували УЦР. Повітовий ВРК розцінив це як бунт. У слідстві чого в грудні 1917 року частини полку були розброєнні в Бахмуті червоноармійцями з Краматорська, Дружківки, Костянтинівки.

### Формування Червоногвардійського загону
І після придушення бунту в полку було неспокійно. Цим скористалися більшовицькі активісти Т. Харечко і І. Нагорний. Наприкінці вересня 1917 року вони зібрали мітинг, в якому брали участь півтори тисячі солдатів. На мітингу взяли більшовицьку резолюцію: про всю владу Радам та інше.

## Командири
- 01.06.1916 - полковник Павловський Антон Ксаверьевіч
- 1917 - Меркулов Микола Кузьмич